# Büren zum Hof

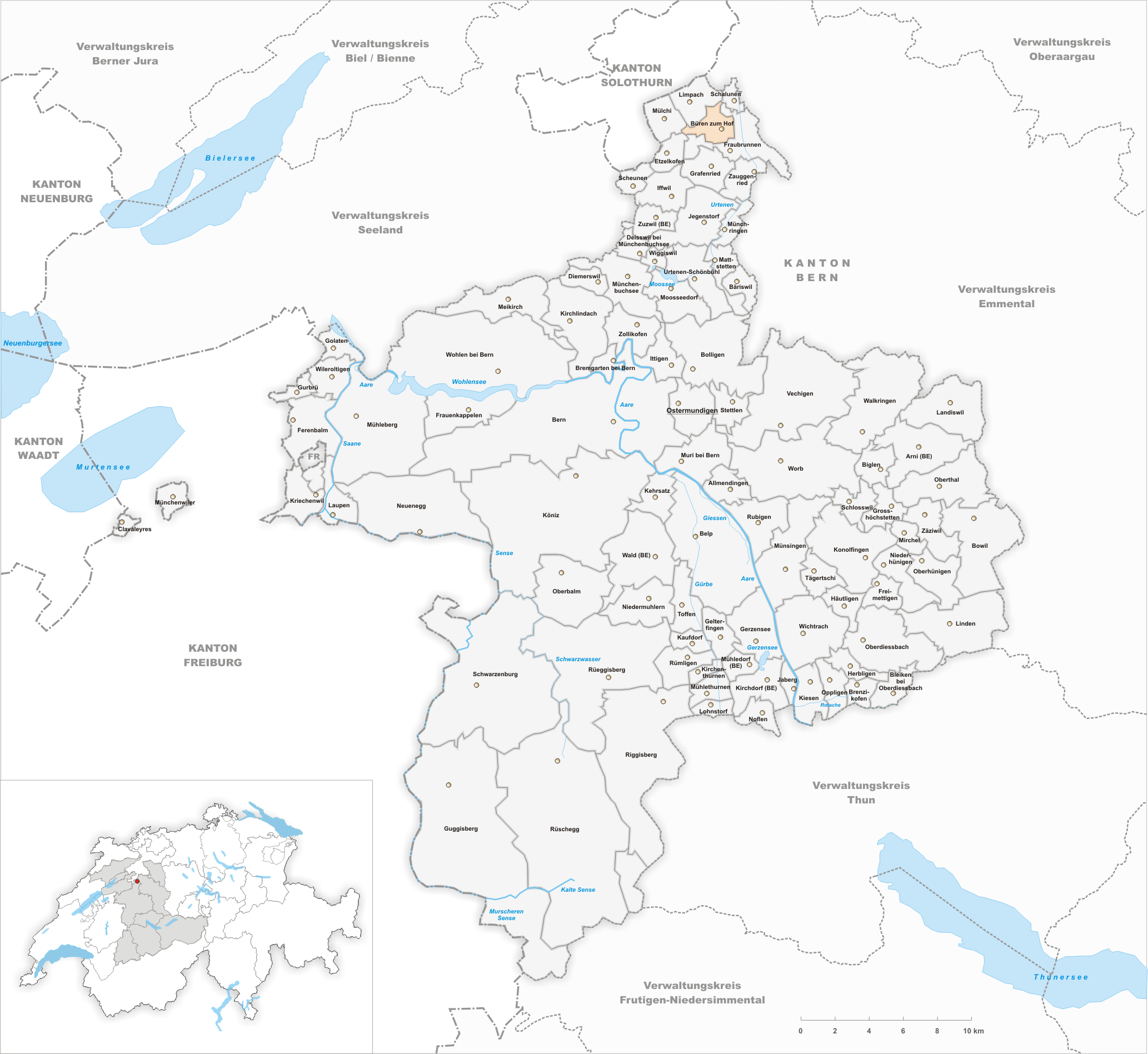
Gemeindestand vor der Fusion am 1. Januar 2014

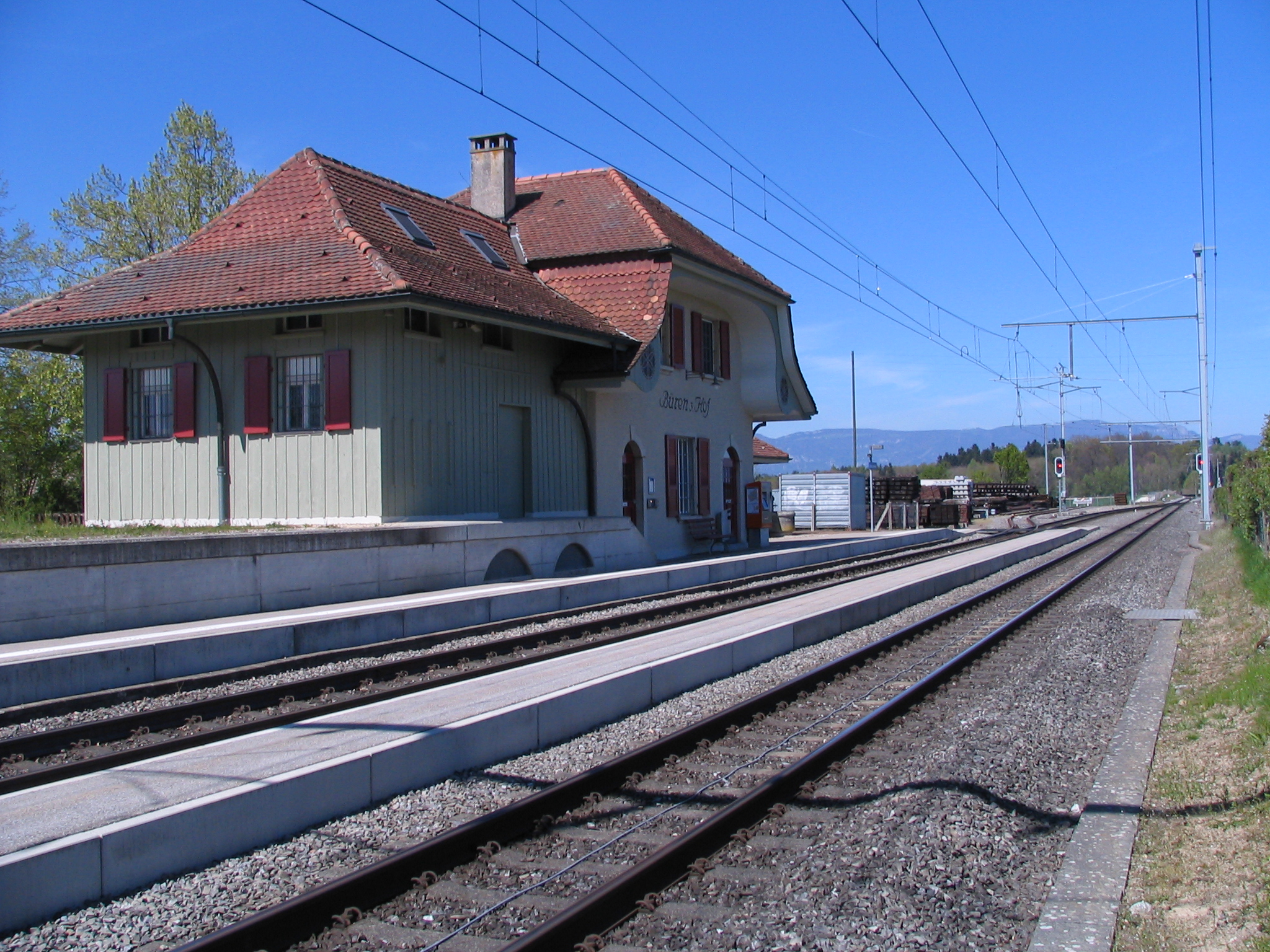
Der Bahnhof Büren zum Hof

Büren zum Hof ist ein Ort in der politischen Gemeinde Fraubrunnen im Verwaltungskreis Bern-Mittelland des Kantons Bern in der Schweiz. Bis zum 31. Dezember 2013 war Büren zum Hof eine eigene politische Gemeinde. Am 1. Januar 2014 fusionierte diese mit den Gemeinden Etzelkofen, Fraubrunnen, Grafenried, Limpach, Mülchi, Schalunen und Zauggenried zur neuen Gemeinde Fraubrunnen.

## Geographie

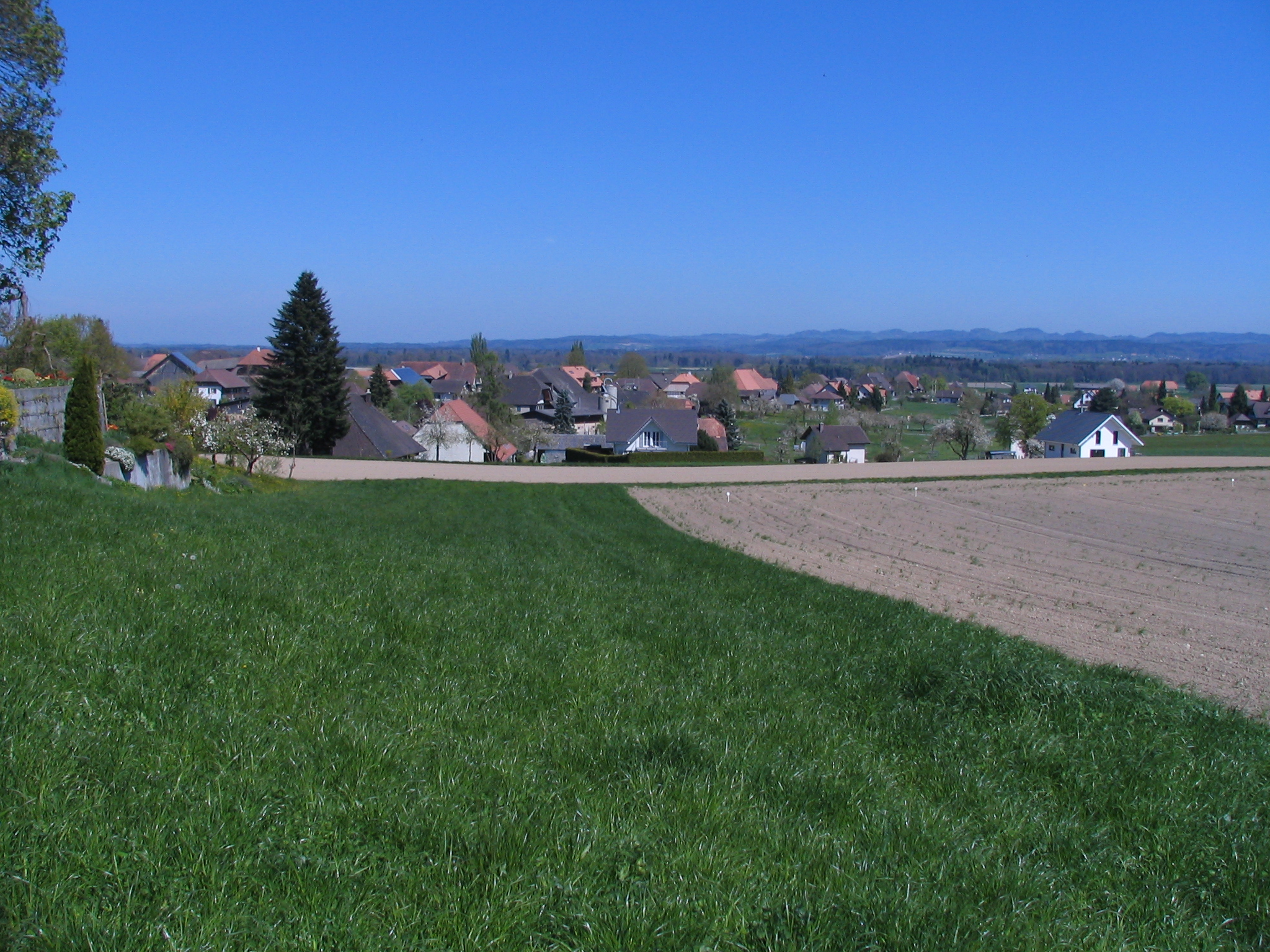
Übersicht

Büren zum Hof liegt auf 510 m ü. M., zehn Kilometer westnordwestlich der Stadt Burgdorf (Luftlinie). Das Haufendorf erstreckt sich im nordöstlichen Teil des Rapperswiler Plateaus, westlich der Schwemmebene der Emme, im Schweizer Mittelland.
Die Fläche des 3,4 km² grossen, ehemaligen Gemeindegebiets umfasst einen Abschnitt des zentralen Berner Mittellandes. Zum schwach reliefierten, landwirtschaftlich intensiv genutzten Gebiet gehören das Plateau von Büren (im Durchschnitt auf 505 m ü. M.), das nach Osten über eine rund 20 m hohe Geländestufe zur Ebene der Emme mit dem Fraubrunnenmoos abfällt. Der westliche Rand dieser Ebene bildet gleichzeitig die östliche Grenze von Büren zum Hof. Nach Norden senkt sich das Plateau allmählich zur Mulde der Schallmatt, die vom Chrümmlisbach zum Limpach entwässert wird. Im Westen erstreckt sich Büren zum Hof über die leicht gewellte Landschaft des Rapperswiler Plateaus, die durch den eiszeitlichen Rhonegletscher überformt wurde, auf die Höhen von Wachthaus (535 m ü. M.) und Buechhubel (mit 552 m ü. M., die höchste Erhebung von Büren zum Hof) und in das Tälchen von Schattholen. In einem schmalen Zipfel reicht das Gebiet nach Westen bis zum Schöniberg (549 m ü. M.). Von der Gemeindefläche entfielen 1997 10 % auf Siedlungen, 18 % auf Wald und Gehölze und 72 % auf Landwirtschaft.
Zu Büren zum Hof gehören die Häusergruppen Chapf, Speichhüsli und Dorzenmatten. Nachbarn von Büren zum Hof sind die zusammen mit ihm zu Fraubrunnen eingemeindeten Ortsteile Schalunen, Fraubrunnen, Etzelkofen, Mülchi und Limpach.

## Bevölkerung
Mit 463 Einwohnern (Stand 2007) gehörte Büren zum Hof zu den kleinen Gemeinden des Kantons Bern. Von den Bewohnern waren im Jahr 2000 97,7 % deutschsprachig, 0,7 % französischsprachig, und 0,7 % sprachen Serbokroatisch. Die Bevölkerungszahl von Büren zum Hof belief sich 1850 auf 457 Einwohner, 1900 noch auf 319 Einwohner. Im Verlauf des 20. Jahrhunderts pendelte die Bevölkerungszahl stets im Bereich zwischen 280 und 340 Personen. Seit 1970 (345 Einwohner) wurde wieder eine deutliche Bevölkerungszunahme verzeichnet.

## Politik
Die Stimmenanteile der Parteien anlässlich der Nationalratswahlen 2011 betrugen: SVP 32,9 %, BDP 18,9 %, SP 17,0 %, GPS 14,7 %, glp 5,0 %, FDP 4,7 %, EVP 2,8 %, EDU 1,2 %, CVP 1,1 %.

## Wirtschaft
Büren zum Hof war bis in die zweite Hälfte des 20. Jahrhunderts ein vorwiegend durch die Landwirtschaft geprägtes Dorf. Noch heute haben der Ackerbau sowie die Viehhaltung einen wichtigen Stellenwert in der Erwerbsstruktur der Bevölkerung. Der Chrümmlisbach wird dadurch mit Pflanzenschutzmitteln belastet. Die Wasserlebewesen scheint das aber nicht zu stören, macht der Fischereiverband an der Emme Burgdorf doch regelmässig Jünglingsabfischungen für die Emme.
Weitere Arbeitsplätze sind im lokalen Kleingewerbe und im Dienstleistungssektor vorhanden, unter anderem in einer Schreinerei, in einem Gartenbaubetrieb und in einem graphischen Atelier. In den letzten Jahrzehnten hat sich das Dorf zu einer Wohngemeinde entwickelt. Viele Erwerbstätige sind deshalb Wegpendler, die hauptsächlich in den Regionen Solothurn und Burgdorf sowie in der Agglomeration Bern arbeiten.

## Verkehr
Die Ortschaft liegt abseits der grösseren Durchgangsachsen an einer Verbindungsstrasse von Fraubrunnen nach Limpach. Der nächste Anschluss an die Autobahn A1 (Bern–Zürich) befindet sich rund 7 km vom Ortskern entfernt. Am 10. April 1916 wurde der Abschnitt Zollikofen–Solothurn, der heute vom Nahverkehrsunternehmen Regionalverkehr Bern–Solothurn betrieben wird, mit dem Bahnhof Büren zum Hof in Betrieb genommen.

## Geschichte
Überreste von Grabhügeln aus der Hallstattzeit auf dem Buechhubel weisen auf eine frühe Besiedlung des Gebietes von Büren zum Hof hin. Die erste urkundliche Erwähnung des Ortes erfolgte 1249 unter dem Namen Burron. Später erschienen die Schreibweisen Buron (1266) und Bürron (1275). Der Ortsname geht auf das althochdeutsche Wort bur (Haus, Gebäude, Wohnung) zurück und bedeutet bei den Häusern, im Dorf. Der Zusatz zum Hof wurde erst in jüngerer Zeit verwendet, um eine bessere Unterscheidbarkeit mit gleichnamigen Ortschaften zu gewährleisten.
Zunächst gehörte Büren zum Hof den Rittern von Schüpfen, doch bereits 1255 kam ein grosser Teil des Gebietes an das Kloster Fraubrunnen. Die weitere Ortsgeschichte ist eng mit derjenigen von Fraubrunnen verbunden. Im Jahr 1375 wurde das Dorf durch die Plünderungszüge der Gugler in Mitleidenschaft gezogen. Ab 1406 stand Büren zum Hof unter Berner Herrschaft und wurde 1528 nach der Säkularisation der Abtei Fraubrunnen der Landvogtei Fraubrunnen im Landgericht Zollikofen zugeordnet. Nach dem Zusammenbruch des Ancien Régime (1798) gehörte Büren zum Hof während der Helvetik zum Distrikt Zollikofen und ab 1803 zum Oberamt Fraubrunnen, das mit der neuen Kantonsverfassung von 1831 den Status eines Amtsbezirks erhielt.

## Sehenswürdigkeiten

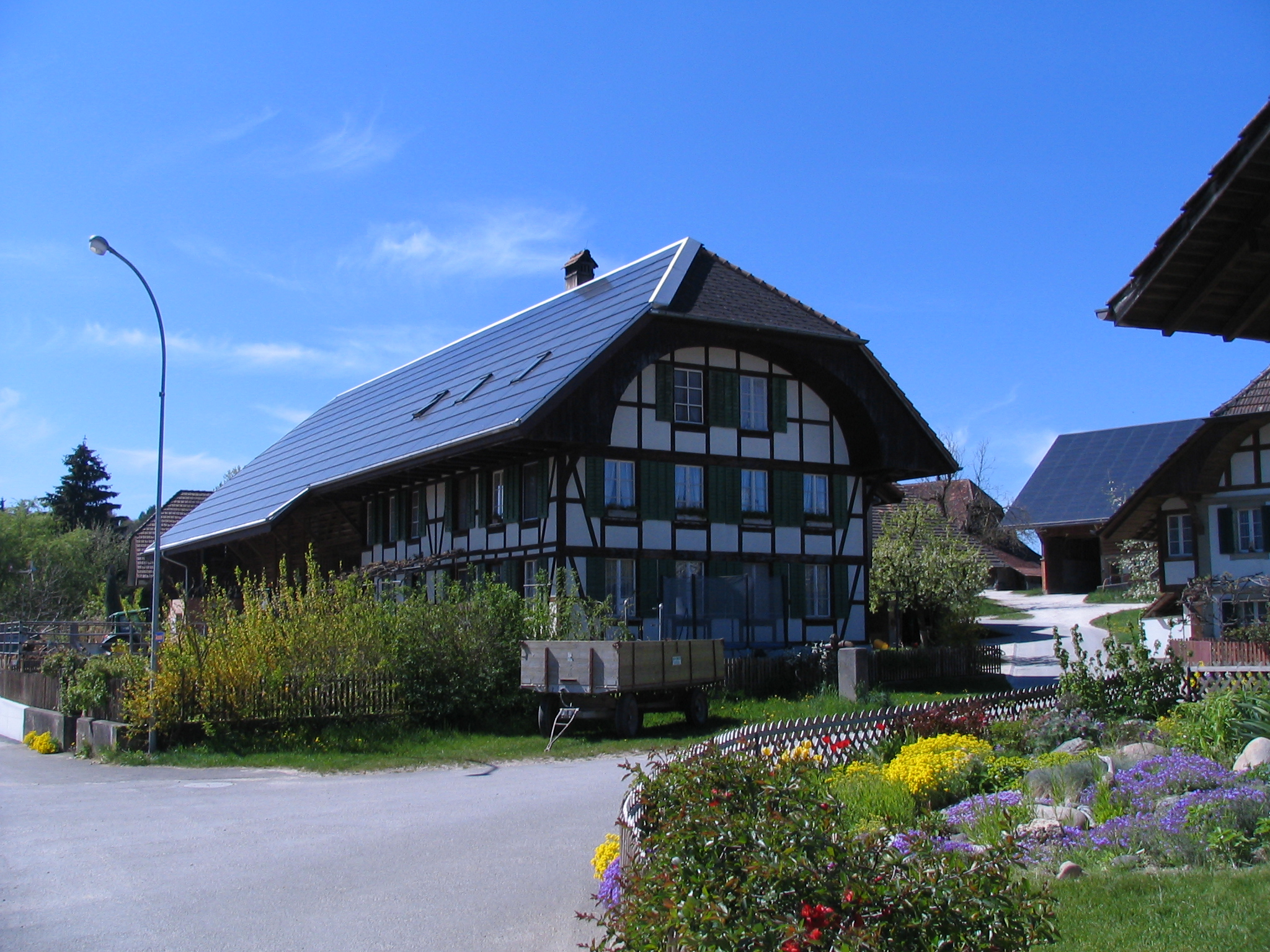
Alte Häuser mit neuen Solaranlagen

Im Ortskern sind zahlreiche stattliche Bauernhäuser des bernischen Landstils aus dem 17. bis 19. Jahrhundert erhalten, weshalb Büren zum Hof ein schützenswertes Ortsbild von nationaler Bedeutung besitzt. Das Dorf hat keine eigene Kirche, es gehört zur Pfarrei Limpach (reformiert) und zur Pfarrei Utzenstorf (katholisch). Zwei Denkmäler erinnern an die kriegerischen Auseinandersetzungen in der Region: das Denkmal für die Vertreibung der Gugler nach dem Überfall auf das Kloster Fraubrunnen (1824 errichtet) und ein Gedenkstein von 1898 für die Gefallenen im Gefecht gegen die französischen Truppen (1798).
Alpenzeiger: Nördlich vom Dorf, auf der Anhöhe gegen Limpach, steht eine grosse Linde mit einem handgemalten Panorama von 1926. Bei schönem Wetter ist von hier aus die Alpenkette und der Jura zu sehen.

## Persönlichkeiten
- Julia Steiner (* 1982 in Büren zum Hof), Künstlerin in den Bereichen Grafik, Installation, Plastik und Objektkunst